# Ursula von Wiese
Ursula von Wiese (* 21. April 1905 in Berlin; † 1. Mai 2002 in Zürich; eigentlich Ursula Renate von Wiese und Kaiserswaldau, nach der Heirat Ursula Guggenheim-von Wiese) war eine Schweizer Schauspielerin, Verlagslektorin, Übersetzerin und Schriftstellerin deutscher Herkunft. Sie veröffentlichte auch unter den Pseudonymen Renate Welling und Sibylle Hilton.

## Leben
Als Tochter des Soziologen Leopold von Wiese und Kaiserswaldau und der Kunstmalerin Hanna von Gersdorff – eine Großtante mütterlicherseits war die von ihr verehrte Elisabeth von Plotho – war sie Deutsche; durch ihre Heirat 1931 mit dem Dramatiker Werner Johannes Guggenheim erlangte sie das Schweizer Bürgerrecht und wohnte von da an ununterbrochen in der Schweiz. Seit 1951 verbrachte sie zudem alljährlich mehrere Wochen auf Ibiza.
Sie wirkte auch als Schauspielerin, wobei sie auch in einigen Spielfilmen auftrat, etwa in Romeo und Julia auf dem Dorfe (1941) und in Jack the Ripper – Der Dirnenmörder von London (1976).

## Werke

### Prosawerke
- Neun in Ascona. Roman (mit W. J. Guggenheim). Orell Füssli, Zürich 1933
- Der Todessprung. Kriminalroman (als „Renate Welling“). Müller, Rüschlikon/Zürich 1943
- ... sagte meine Freundin Ernestine. Glossen. Bergh, Unterägeri 1979
- Sternstundenbuch. 12 Bändchen (zu den 12 Tierkreiszeichen). Amboss, St. Gallen 1982
- Vogel Phoenix. Stationen meines Lebens. Klio, Bern 1994, ISBN 3-906635-02-3.
- Der Mann im Mond. Novelle / Die Tensa. Utopische Erzählung (Zwei Bücher in einem Band). Klio, Bern 1998, ISBN 3-906635-03-1.
- Alles schon dagewesen. Gesammelte kleine Werke. Mit einem Nachwort von Charles Linsmayer. Nimrod, Zürich 2000
- Tabasco sowie andere amüsante und lehrreiche Geschichten. Mit einem Geleitwort der Lyrikerin Ariane Braml. Nimrod, Zürich 2001

### Kinder- und Jugendbücher
- Die drei Ausreisser. Märchen. Müller, Zürich 1940
- Die Geschichte von den Zoccoli. Märchen. Müller, Zürich 1941; SJW, Zürich 1976
- Michel und der Elefant. Erzählung. Müller, Zürich 1942
- Mineli und Stineli und die Zaubergeige. Märchen. Reuss, Luzern 1943
- Jörgen im Urwald. Erzählung. Müller, Zürich 1943
- Törichtes Mädchen. Roman. Falken, Zürich 1944
- Die Geschichte von der Sonnenblume, die lieber eine Mondblume sein wollte. Märchen. SJW, Zürich 1962
- Andreas und der Delphin. Erzählung. SJW, Zürich 1969
- Peter wünscht sich einen Hund. Erzählung. SJW, Zürich 1972
- Das alte Puppenhaus. Märchen. SJW, Zürich 1979
- Die gestohlene Sonne. Jugendroman (mit Irmalotte Masson). Schweizer Autorenverlag, Schaffhausen 1981
- Das Märchen vom errötenden Papier und andere Geschichten. Gesammelte Märchen. Lentz, München 1985

### Sachbücher
- Sex-Appeal und Erotik. Kleines Brevier für wahre Liebeskultur (als „Sibylle Hilton“). Müller, Zürich 1948
- Das kleine Buch vom Schmuck. Sanssouci, Zürich 1961
- Ascona – Monte Verità. Auf der Suche nach dem Paradies (= Überarbeitung des Werks von Robert Landmann). Benziger, Zürich 1973; Huber, Frauenfeld 2000, ISBN 3-7193-1219-4.
- Die Levi Strauss Saga. Die märchenhafte Geschichte des Mannes, der die Jeans erfand (mit Irmalotte Masson). Kindler, München 1978
- Wir sind schlank, Gott sei Dank. Schweizer Verlagshaus, Zürich 1981
- Kleine Fibel für gutes Deutsch (mit Zeichnungen von Scapa). Benteli, Bern 1984
- Schlank statt krank (mit Dr. Frédéric Belser). Fachverlag, Zürich 1989
- Deutsch am Pranger. Wörter beim Wort genommen. Comenius, Hitzkirch 1999

### Kochbücher
- Spießfindigkeiten. Ein Kochbuch für Grill und Kamin mit 100 Rezepten aus aller Herren Länder. Sanssouci, Zürich 1960
- Der verhinderte Kater. Ein Kochbuch für alkoholfreie Getränke mit über 100 Rezepten und Tabellen über den Kalorien- und Vitamingehalt der Früchte und Säfte. Sanssouci, Zürich 1962
- Jedes legt noch schnell ein Ei ... 100 Rezepte für Eiergerichte und Hühnerbraten. Sanssouci, Zürich 1962
- Reste sind doch das Beste. Über 100 Rezepte für Resteverwertung. Sanssouci, Zürich 1963
- Da haben wir den Salat! 100 Salat-Rezepte mit einer Gewürzkunde. Sanssouci, Zürich 1963
- Alles aus Obst. Über 100 Rezepte für warme und kalte Gerichte. Sanssouci, Zürich 1964
- Mit Fisch zu Tisch. Über 80 Fischrezepte. Sanssouci, Zürich 1965
- Gut gewürzt ist halb gekocht. Ein Kochbuch mit 70 Rezepten. Sanssouci, Zürich 1966
- Der immerwährende Suppentopf. Ein Kochbuch mit über 100 Rezepten. Sanssouci, Zürich 1967
- Ein Hoch dem Käse. 50 Käserezepte mit Kalorientabelle sowie dichterischen Lobpreisungen von Jeremias Gotthelf, Willem Elsschot und Werner Bergengruen. Sanssouci, Zürich 1968

### Als Herausgeberin
- Oscar Wilde: Aphorismen. Scherz, Bern 1943
- Die schönsten Liebesbriefe. Scherz, Bern 1945
- Englische Weihnacht. Arche, Zürich 1967
- Weihnacht der Neuen Welt. Arche, Zürich 1969

### Übersetzungen
Ursula von Wiese übersetzte über 300 Werke aus dem Englischen, Dänischen, Portugiesischen und Französischen, etwa von Hans Christian Andersen, Louis Bromfield, Agatha Christie, A. J. Cronin, Pierre Daninos, Winston Graham, Ben Hecht, Jens Peter Jacobsen, Doris Lessing, Richard Llewellyn, Fernando Namora, Ella Maillart, Mary Shelley oder Donald E. Westlake.

### Theater-Aufführungen
- Die Zaubergeige (mit W. J. Guggenheim). UA: Basel 1944